# Наташа Шавија
Наташа Шавија (1967) српска је сликарка.

## Биографија
Дипломирала је 1995. године на Факултету ликовних уметности (сликарство). Магистрирала је 1999. године мозаик у класи професора Бранка Миљуша. 
Од 1996. године је члан Удружења ликовних уметника Србије. Од 1998. до 2000. предавала је у Техничкој школи за обраду дрвета, унутрашњу декорацију и пејзажну архитектуру. Од 2000. године радила је на Кипру у мозаичкој радионици PHOEBE.

## Изложбе
- 1994. Изложба мозаика студената ФЛУ у Дому културе студентски град
- 1996. Изложба новопримљених чланова УЛУС-а
- 1996. Самостална изложба мозаика У галерији „Палета“ Београдског културног центра
- 1997. III студентско интернационално арт бијенале у Скопљу
- 1998, 1999, 2000. Пролећни салон У павиљону Цвијета Зузорић
- 1998, 1999. Изложба младих У Сремским Карловцима
- 1998, 1999. Земунски Октобарски салон
- 1999. XXI изложба цртежа „БЕОГРАД 1999" ; НУБС
- 1999. Магистарска изложба мозаика у галерији ФЛУ
- 2000 Сликарскаизложба, CEDUBAL, Бања Лука

## Колоније
- 1996. Сликарска колонија Селтерс у Младеновцу
- 1998. Међународна вајарска колонија Тера - Кикинда